# Druhá vláda Janeze Janši

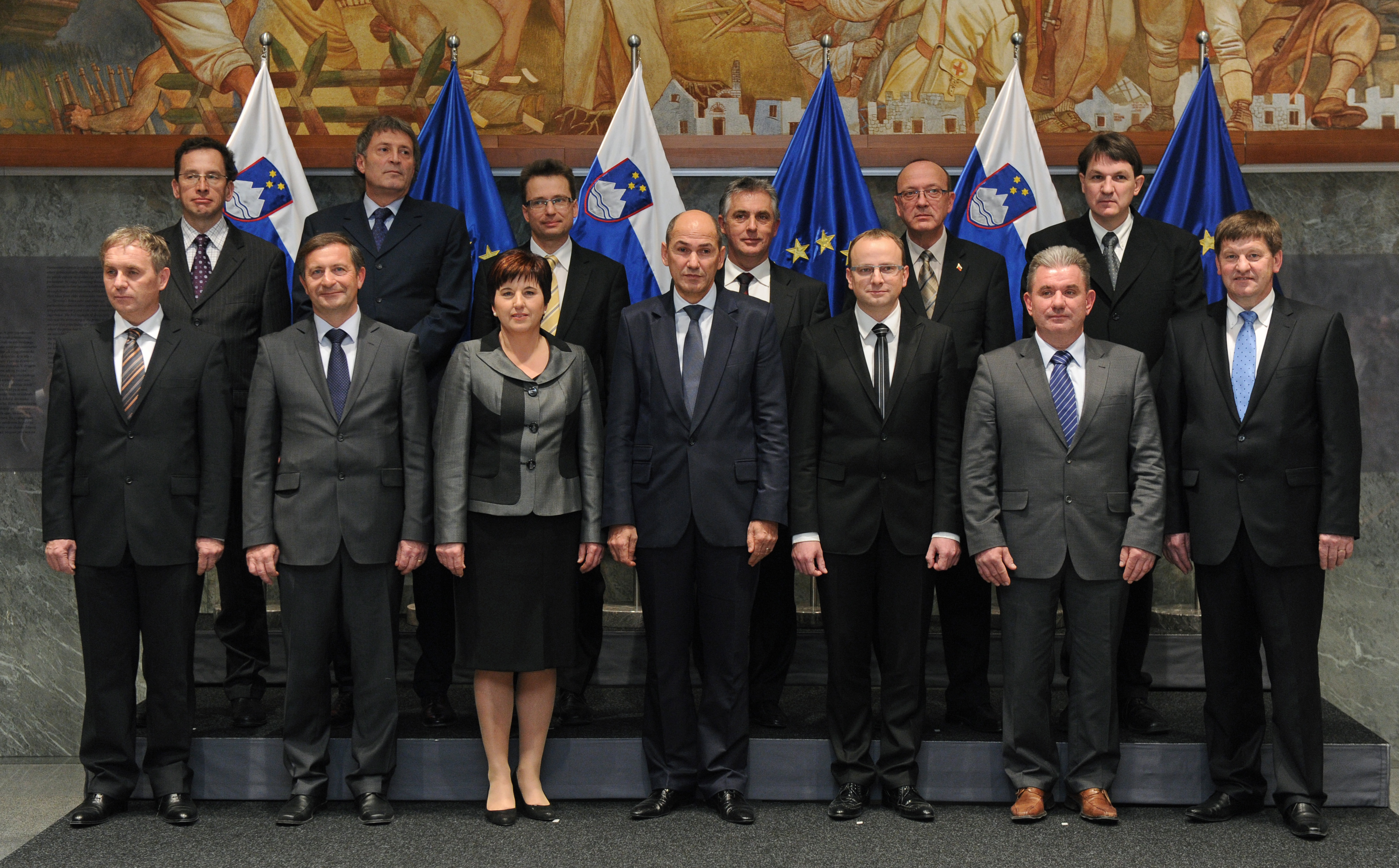
Ministři ve druhé vládě Janeze Janši

Druhá vláda Janeze Janši fungovala v zásadě od ledna 2012. Janša byl premiérem zvolen 27. ledna 2012 Vláda nabyla mandát 10. února 2012. a působila do 12. března 2013, kdy ji nahradila vláda Alenky Bratušekové.

## Koalice
- Slovinská demokratická strana (SDS)
- Demokratická strana důchodců Slovinska (DeSUS)
- Občanská kandidátka Gregorje Viranta (DLGV)
- Nové Slovinsko (NSi)
- Slovinská lidová strana (SLS)

## Složení

### Vedení
- Janez Janša, předseda
- Karl Erjavec, místopředseda
- Ljudmila Novak, místopředsedkyně
- mag. Radovan Žerjav, místopředseda do 25.2.2013[3]

### Ministři
| Funkce                                                | Jméno a příjmení    | Období                          | Politický subjekt |
| ----------------------------------------------------- | ------------------- | ------------------------------- | ----------------- |
| Předseda vlády                                        | Janez Janša         | 10. únor 2012 – 12. březen 2013 | SDS               |
| Ministr financí                                       | dr. Janez Šušteršič | 10. únor 2012 – 31. ledna 2013  | DLGV              |
| Ministr vnitra                                        | dr. Vinko Gorenak   | 10. únor 2012 – 12. březen 2013 | SDS               |
| Ministr zahraničních věcí                             | Karl Erjavec        | 10. únor 2012 – 22. únor 2013   | DeSUS             |
| Ministr spravedlnosti a veřejné správy                | dr. Senko Pličanič  | 10. únor 2012 – 31. ledna 2013  | DLGV              |
| Ministr práce, rodiny a sociálních věcí               | mag. Andrej Vizjak  | 10. únor 2012 – 12. březen 2013 | SDS               |
| Ministr hospodářského rozvoje a techniky              | mag. Radovan Žerjav | 10. únor 2012 – 25. února 2013  | SLS               |
| Ministr zemědělství a životního prostředí             | Franc Bogovič       | 10. únor 2012 – 25. února 2013  | SLS               |
| Ministr infrastruktury a územního plánování           | Zvonko Černač       | 10. únor 2012 – 12. březen 2013 | SDS               |
| Ministr vzdělání, vědy, kultury a sportu              | dr. Žiga Turk       | 10. únor 2012 – 12. březen 2013 | SDS               |
| Ministr zdravotnictví                                 | Tomaž Gantar        | 10. únor 2012 – 22. únor 2013   | DeSUS             |
| Ministr obrany                                        | Aleš Hojs           | 10. únor 2012 – 12. březen 2013 | NSi               |
| Ministr bez portfeje odpovědný za zahraniční Slovince | Ljudmila Novak      | 10. únor 2012 – 12. březen 2013 | NSi               |